# Aspergillome
Vous lisez un « article de qualité » labellisé en 2016.
 Mise en garde médicale
L'aspergillome, ou aspergillose pulmonaire chronique, est une maladie infectieuse humaine du poumon causée par la colonisation d'une cavité par un champignon du genre Aspergillus, le plus souvent Aspergillus fumigatus. Les spores se transmettent par l'air, sans contagiosité entre les personnes. Il s'agit d'une complication fréquente des cavernes tuberculeuses, qui sont elles-mêmes la première séquelle de la tuberculose pulmonaire, et correspondent à une destruction localisée du poumon. Les cavités des cavernes pulmonaires se défendent mal contre l'infection à Aspergillus, qui y prolifère alors jusqu'à former une pseudo-tumeur comblant partiellement la caverne. On estime que, chaque année, plus de 370 000 personnes dans le monde développent ainsi un aspergillome.
On distingue plusieurs formes d'aspergillomes, dont la gravité et les symptômes varient avec l'état général de la personne malade. L'aspergillome se distingue lui-même des autres infections à Aspergillus par son caractère local. On en distingue plusieurs formes selon leur taille et le degré de destruction du poumon sous-jacent. La complication majeure des aspergillomes est le saignement, qui entraîne une expectoration de sang appelée hémoptysie, et peut parfois engager le pronostic vital. Le diagnostic est réalisé sur un faisceau d'éléments regroupant l'aspect radiologique et la recherche du champignon. Le traitement est médical, par antifongiques, ou chirurgical.

## Historique
Le genre Aspergillus a été décrit en 1729 par le botaniste italien Pier Antonio Micheli. La première description de l'aspergillome chez l'être humain est attribuée à John Hughes Bennett en 1842, mais cette paternité a été remise en cause. C'est en 1847 que Theodor Sluyter a rapporté le premier cas humain certain d'aspergillose diffuse, et en 1855 le médecin allemand Friedrich Küchenmeister a fait la première description autopsique d'un aspergillome développé dans un cancer bronchique excavé. Les premiers aspergillomes développés sur une caverne tuberculeuse ont été décrits à partir de 1856,. Ce n'est toutefois qu'en 1938 que leur description radiologique est réalisée, et en 1952 que la classification des lésions a été affinée. Les premiers essais de traitement par antifongique datent de 1959, décennie où a été développé le traitement chirurgical.

## Généralités

### Germes en cause

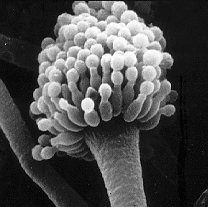
Aspergillus fumigatus en microscopie électronique.

Aspergillus fumigatus est un champignon saprophyte du sol, très courant, et l'un de ceux relâchant le plus de spores dans l'air. Les spores, de 2  à   3 µm de diamètre, sont suffisamment petites pour progresser dans l'arbre respiratoire jusqu'aux alvéoles pulmonaires, et assez nombreuses pour qu'un être humain en inhale plusieurs centaines par jour. Elles sont normalement éliminées par le système immunitaire et ne sont pathogènes que dans certains cas.
Si tous les champignons du genre Aspergillus sont potentiellement pathogènes (notamment A. flavus, A. terreus, A. niger et A. nidulans), Aspergillus fumigatus est responsable de 90 % des infections pulmonaires chez l'humain. On en distingue plusieurs types : aspergillose bronchopulmonaire allergique, aspergillose invasive et aspergillome. Au contraire des infections diffuses comme l'aspergillose invasive et l'aspergillose bronchopulmonaire allergique, les aspergillomes sont des infections locales caractérisées par le développement du champignon dans une cavité. Les sinusites aspergillaires en sont une autre forme, où le champignon se développe dans la cavité naturelle d'un sinus de la face.

### Terrain
Si les infections diffuses du poumon par Aspergillus sont l'apanage des patients immunodéprimés, la colonisation d'une cavité pulmonaire par le champignon, menant à la formation d'un aspergillome, atteint principalement les sujets immunocompétents porteurs d'une maladie pulmonaire chronique sous-jacente. Les aspergillomes ne sont pas contagieux d'un être humain à l'autre, la contamination se faisant à partir de l'air inhalé.
Les aspergillomes se développent majoritairement sur des cavernes tuberculeuses ; entre 17 et 25 % des patients porteurs de cavernes présentent aussi un aspergillome,. Depuis les années 1980, cette proportion a décru en Europe. En 2010, 15 % des patients présentant un aspergillome au Royaume-Uni avaient un antécédent de tuberculose pulmonaire, contre 93 % des patients coréens. Les autres infections à mycobactéries, plus rares que la tuberculose, sont également pourvoyeuses d'aspergillomes.
Si la fréquence des cavernes séquellaires a diminué dans les pays développés à la fin du XXe siècle grâce à une meilleure prise en charge de la tuberculose pulmonaire, certains patients tuberculeux demeurent particulièrement à risque,. Encore au début du XXIe siècle, la tuberculose reste dans le monde le facteur de risque principal des aspergillomes, facteur de risque renforcé en cas de déficit immunitaire global ou de destruction du poumon par la maladie. Les aspergillomes après tuberculose sont la principale séquelle de la tuberculose pulmonaire : en 2007, 7,7 millions de personnes dans le monde ont souffert d'une tuberculose pulmonaire, et on estime que 372 000 ont développé au moins un aspergillome, principalement en Asie du Sud-Est, dans les régions du Pacifique et en Afrique. Il existe un sous-diagnostic des aspergillomes chez ces patients, alors diagnostiqués à tort comme présentant une tuberculose pulmonaire non bacillifère ou une fibrose pulmonaire. Tout patient ayant eu la tuberculose et présentant des crachats sanglants doit être considéré atteint d'aspergillome.
En dehors de la tuberculose, d'autres maladies pulmonaires peuvent entraîner la formation de cavités où un aspergillome peut se développer. Chez les patients séropositifs au VIH, la pneumocystose est, après la tuberculose, le deuxième grand facteur de risque d'aspergillome. Chez les patients immunocompétents, la bronchique chronique, l'emphysème et la dilatation des bronches sont les principaux facteurs de risque en dehors de la tuberculose. La sarcoïdose pulmonaire, une maladie peu fréquente, se complique néanmoins d'aspergillome dans environ 6 % des cas. Les interventions majeures de chirurgie thoracique (lobectomie pulmonaire, pneumonectomie ou pariétectomie associée à une résection pulmonaire) sont également un facteur de risque,. Environ 3,6 % des patients opérés d'une lobectomie pulmonaire pour cancer développent un aspergillome plusieurs mois ou plusieurs années après.

## Physiopathologie

### Formation des cavernes tuberculeuses

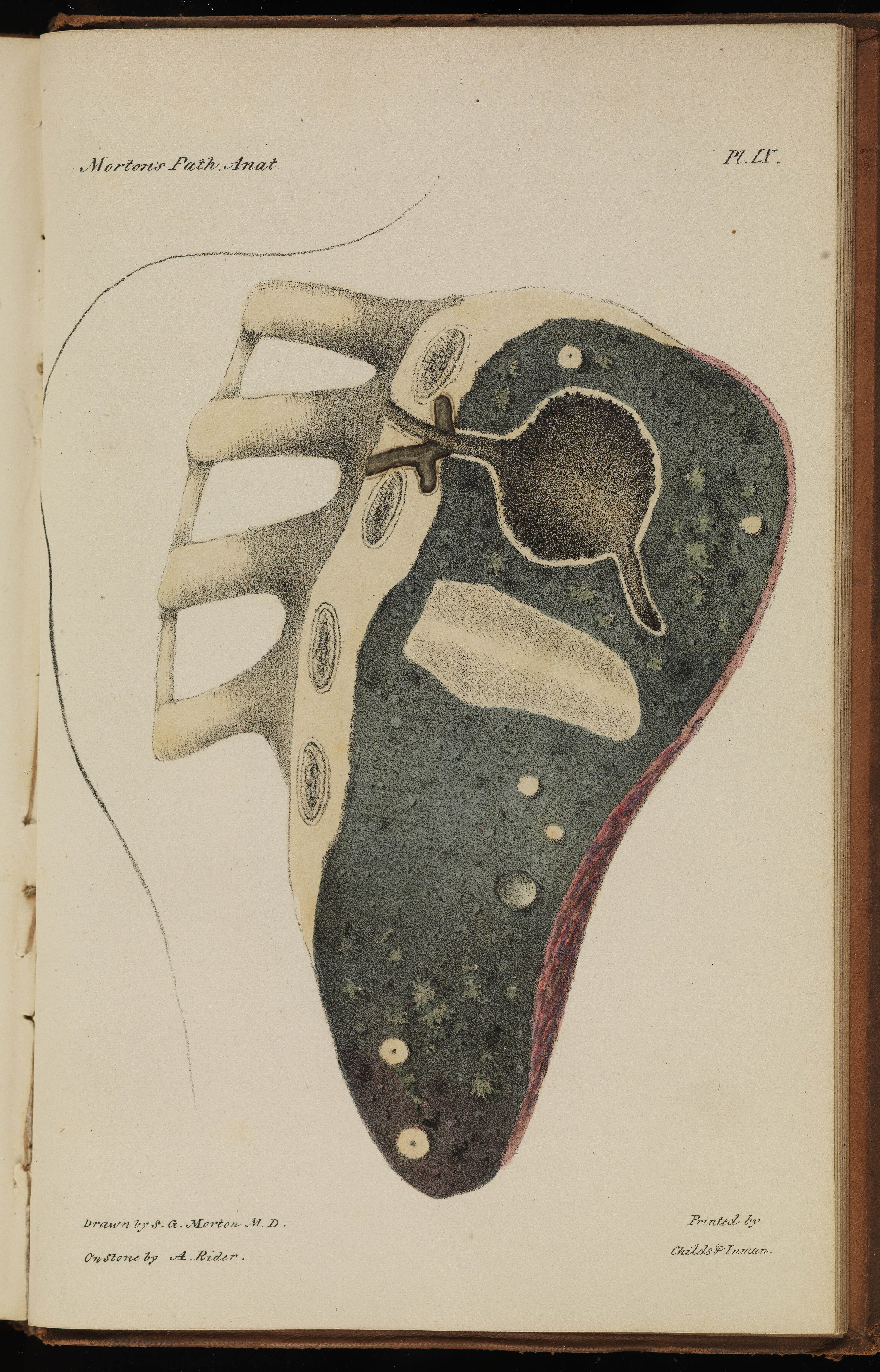
Illustration d'une caverne tuberculeuse communiquant avec une bronche.

Une caverne est une cavité creusée au sein du parenchyme pulmonaire. Les cavernes sont une complication fréquente de la tuberculose pulmonaire, apparaissant après la primo-infection tuberculeuse.
Les bacilles tuberculeux se développent initialement dans le poumon sous forme de nodules, appelés granulomes, qui sont peu à peu entourés de lymphocytes et de macrophages destinés à contenir l'infection. Un granulome peut évoluer soit vers la disparition sans cicatrice, soit vers la caverne, sans que les mécanismes sous-jacents soient compris en totalité. Les vestiges de macrophages détruits occupent le centre du granulome et forment la majeure partie de la nécrose caséeuse. Chez certains patients, cette nécrose se liquéfie et devient un milieu adapté aux bacilles, qui prolifèrent. Des enzymes protéolytiques érodent alors la capsule fibreuse située en périphérie du granulome, et son centre liquide peut alors se vider peu à peu en étant remplacé par de l'air venu des bronches. Lorsqu'une caverne tuberculeuse arrive en communication avec l'arbre bronchique, la dissémination des bacilles dans l'air expiré augmente la contagiosité,. Par ailleurs, la quantité importante de bacilles contenues dans les cavernes favorise le développement de résistances aux anti-tuberculeux. Une fois la nécrose liquéfiée évacuée, la périphérie du granulome persiste autour d'un espace vide sensible aux infections et forme ainsi une caverne.

### Composition d'un aspergillome

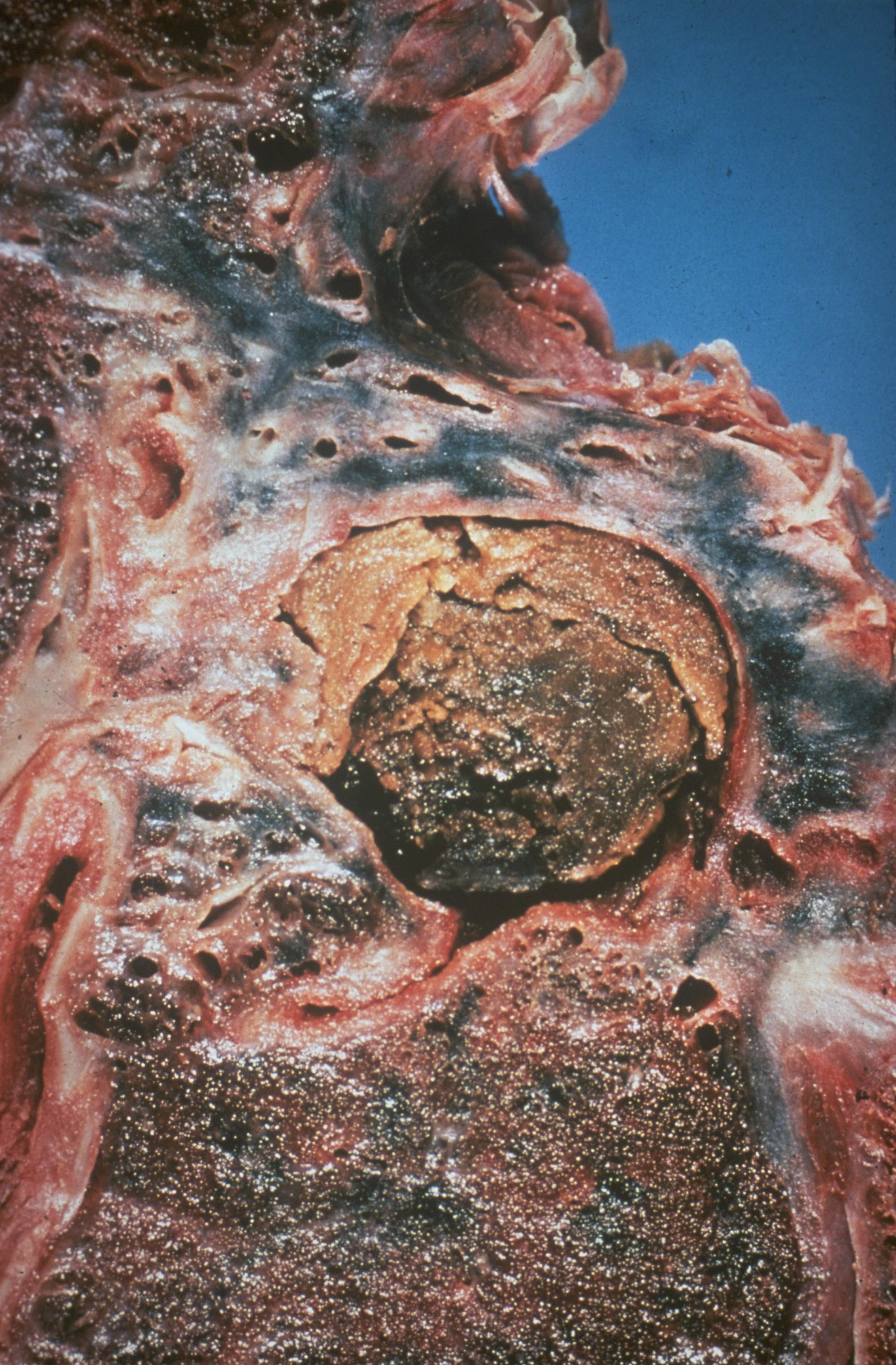
Aspergillome présentant l'aspect brunâtre typique au sein d'une cavité bien délimitée.

Un aspergillome se présente sous la forme d'une pseudo-tumeur souvent sphérique, appelée « grelot aspergillaire » ou « truffe aspergillaire. » Elle est composée des filaments (mycélium et hyphes) du champignon, pris dans une matrice protéique de polysaccharides. Des structures sporulantes bordent l'aspergillome,.
On distingue plusieurs formes cliniques d'aspergillose pulmonaire chronique, qui peuvent se combiner, :
- aspergillome pulmonaire simple, où un aspergillome typique est appendu dans une cavité au sein du poumon, souvent sans signes cliniques, sans évolution radiologique à 3 mois d'écart, et avec parfois une sérologie négative ;
- aspergillome pulmonaire complexe (ou aspergillome cavitaire pulmonaire chronique), où une ou plusieurs cavités sont porteuses d'aspergillome, avec des signes cliniques et une progression radiologique des lésions ;
- fibrose pulmonaire aspergillaire chronique, où au moins deux lobes pulmonaires ont été détruits par un aspergillome complexe ;
- nodule aspergillaire, où l'aspergillome n'est pas développé au sein d'une cavité, mais au milieu de parenchyme sain ;
- aspergillose invasive sub-aiguë, chez les patients immunodéprimés, où une aspergillose invasive évolue sur quelques mois et crée des cavités et des nodules.

Un aspergillome simple est le plus souvent unique, mais des formes multiples ou bilatérales ont été décrites. Si chez les patients immunodéprimés les aspergillomes se développent dans l'ensemble du poumon, chez les patients immunocompétents les aspergillomes sont plus souvent observés au sommet des lobes supérieurs du poumon, ou dans le segment apical des lobes inférieurs. Il existe un continuum évolutif entre les différents types d'aspergillome,. La progression d'un stade à l'autre est favorisée en particulier par l'immunodépression, notamment l'infection à VIH mal contrôlée.

### Mécanisme de formation de l'aspergillome
Les mécanismes sous-tendant la formation des aspergillomes sont encore mal connus et pour certains débattus.
L'adhésion des spores à l'épithélium respiratoire, menant à la formation d'un biofilm, est la première étape de la formation d'un aspergillome,. Les spores en contact avec l'épithélium bronchique et les alvéoles pulmonaires produisent des enzymes, de la classe des protéases, qui dégradent les protéines des tissus voisins. L'élastine et le collagène y sont particulièrement sensibles,. Le contact avec les spores entraîne alors une desquamation de l'épithélium et la libération de cytokines pro-inflammatoires. Les interleukines produites localement jouent un rôle dans la formation de l'aspergillome, certaines variations génétiques favorisant l'apparition des aspergillomes complexes, ainsi que le profil immunitaire génétique de l'hôte,. La desquamation et l'inflammation qui en résultent diminuent l'efficacité de la barrière épithéliale, facilitant l'infection par Aspergillus.

## Manifestations cliniques
L'aspergillome est souvent asymptomatique,, découvert sur une radiographie thoracique ou par un scan médical réalisé pour d'autres raisons.
L'hémoptysie (saignement d'origine pulmonaire ou bronchique se manifestant par des crachats sanglants) est le signe clinique le plus fréquent de l'aspergillome,. Les hémoptysies concernent 54 à 87 % des patients, et sont massives dans 10 % des cas. Le mécanisme déclencheur de l'érosion des vaisseaux bronchiques est mal connu ; il pourrait être soit mécanique, par frottement de la masse aspergillaire contre la paroi, soit chimique par production locale d'une toxine. Pour certains, la présence d'anastomoses entre les vaisseaux bronchiques et la circulation pulmonaire serait un facteur favorisant. Le risque d'hémoptysie devient significatif à partir d'une cavité mesurant plus de 2 cm de diamètre.
Un autre symptôme fréquent est une toux grasse productive,. Les autres symptômes observés (fatigue, toux sèche chronique, perte de poids, fièvre) sont peu spécifiques et peuvent être liés à la maladie pulmonaire sous-jacente sans qu'il soit possible d'incriminer avec certitude l'aspergillome.
La mortalité des patients porteurs d'un aspergillome est de 5 à 6 % par an. Jusqu'à 26 % des patients porteurs d'un aspergillome meurent d'une hémoptysie massive.

## Examens complémentaires

### Diagnostic mycologique

#### Identification du germe
L'identification de la souche d'Aspergillus en cause peut être réalisée de diverses manières. La recherche du germe sur des prélèvements de crachats est souvent peu informative, en raison de la grande abondance des spores dans l'air qui contaminent le prélèvement. L'analyse des crachats doit comporter au moins 3 prélèvements distincts afin d'augmenter la probabilité d'identifier le germe. En revanche, son identification sur un prélèvement réalisé en fibroscopie bronchique est beaucoup plus spécifique ; l'examen direct recherche des filaments mycéliens, et la culture recherche la souche même. La culture se réalise sur une gélose de Sabouraud additionnée d'antibiotiques, ou une gélose à l'extrait de malt en incubation à 30 °C.
La détection moléculaire par PCR est plus sensible que la culture simple et ne nécessite qu'un seul prélèvement,. La biopsie des lésions, le plus souvent chirurgicale mais aussi par échoendoscopie bronchique (EBUS), démontre la meilleure sensibilité et la meilleure spécificité pour le diagnostic mycologique. Il s'agit cependant d'un examen plus invasif,.
Il est possible de rechercher dans les crachats le galactomannane, un sucre complexe produit par le champignon. Son antigène est également parfois détectable dans le sang.
Au plan immunologique, l'antigène d'A. fumigatus peut être recherché dans les crachats. La présence dans le sang des anticorps anti Aspergillus, recherchée par une sérologie, est essentielle au diagnostic,,. Elle permet de différencier une infection récente d'une infection ancienne, mais aussi de différencier une simple colonisation bronchique d'une véritable infection,. En cas de doute diagnostic, sa négativité permet d'exclure un aspergillome.

#### Résistance aux antifongiques
Une fois la souche identifiée en culture, il est recommandé de tester sa sensibilité aux différents traitements anti-fongiques. Il peut exister plusieurs souches différentes chez un même patient, avec des sensibilités différentes aux antifongiques.
L'émergence de résistances des Aspergillus aux antifongiques est un phénomène amorcé à la fin des années 1990 ; le premier cas publié dans la littérature médicale date de 1997. Aux Pays-Bas, le taux de résistance est passé de 2,5 % en 2000 à 4,9 % en 2002 et 6,6 % en 2004 pour atteindre 10 % en 2009. La répartition géographique des résistances est hétérogène et concerne surtout l'Europe de l'Ouest et la Scandinavie. Les résistances concernent principalement les triazoles, qui sont la classe d'antifongiques recommandée en première intention.
Initialement, les résistances n'existaient pas d'emblée et apparaissaient au cours du traitement. Toutefois, depuis 2008, des cas de résistance chez des patients n'ayant jamais reçus d'antifongiques ont été décrits, traduisant une diffusion des résistances dans le réservoir sauvage d'Aspergillus fumigatus. Elles sont liées principalement à une mutation dans la protéine ciblée par les triazoles, qui sont les antifongiques les plus prescrits dans les infections aspergillaires. Cette protéine-cible est une enzyme, la lanosterol 14α-déméthylase, codée par le gène cyp51A. Les souches résistantes le sont donc généralement à plusieurs triazoles à la fois. Depuis 2010, d'autres mécanismes de résistance sont également apparus.
L'apparition des résistances est préoccupante à plusieurs titres. Peu d'antifongiques sont disponibles, et les résistances limitent les options thérapeutiques. Enfin, les résistances concernent les triazoles, qui sont les seules molécules disponibles par voie orale. Cependant, le risque de diffusion mondiale des résistances est faible.

### Imagerie
Sur la radiographie pulmonaire, un aspergillome simple apparaît comme un nodule dense, le plus souvent entouré d'un croissant aérique. La radiographie seule ne suffit pas au diagnostic ; un scanner est recommandé. Sur le scanner thoracique, le centre de la cavité est occupé par l'aspergillome. La pseudo-tumeur bouge dans la cavité lorsque le patient change de position (signe de Monod). Dans l'aspergillome simple, il n'y a pas d'évolution entre les examens et la paroi de la cavité est le plus souvent fine. Un aspergillome complexe présente en revanche l'aspect d'une cavité (ou plusieurs) à parois épaisses, comportant en son centre une truffe aspergillaire. Il existe parfois un début de fibrose pulmonaire. La plèvre adjacente a également un aspect fibrosé, et l'évolution radiologique est lente, mais toujours vers l'aggravation. Un halo en verre dépoli peut également entourer les lésions.

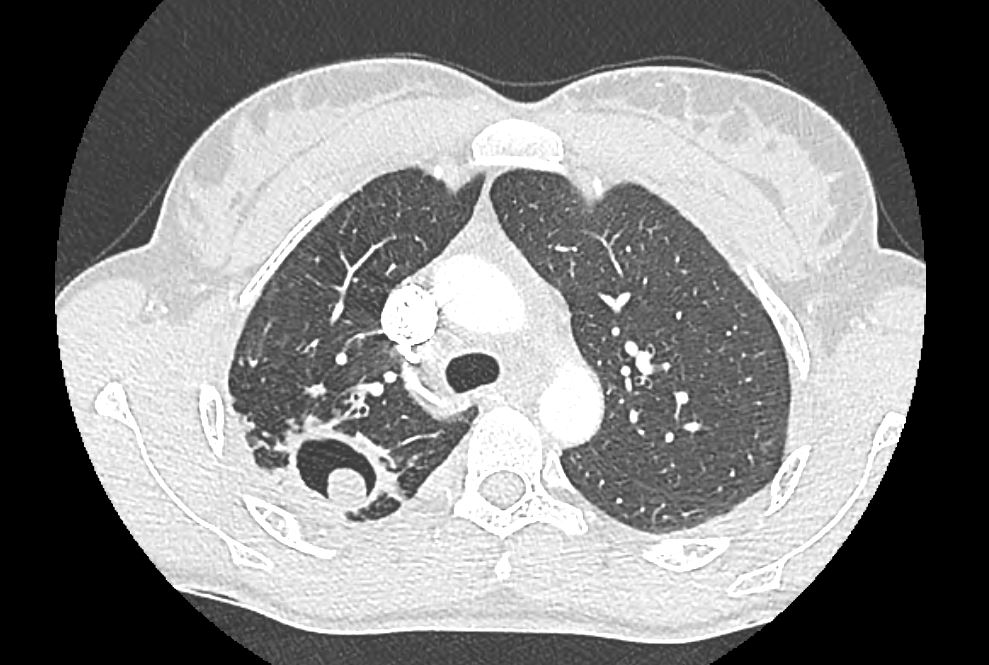
Aspect scannographique typique d'un aspergillome développé dans une caverne tuberculeuse.
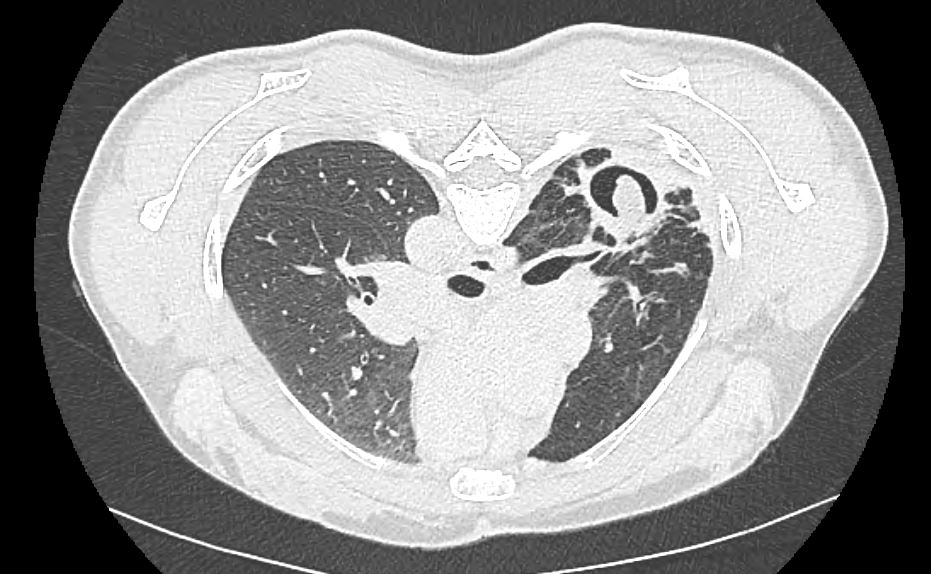
Le changement de position modifie la position du grelot aspergillaire dans la cavité (signe de Monod).

Le diagnostic radiologique seul n'est cependant pas adapté, d'autres lésions pouvant avoir une présentation similaire (cancer pulmonaire excavé, notamment, mais aussi abcès pulmonaire et kyste hydatique). L'injection de produit de contraste iodé, dans le but de mieux visualiser les vaisseaux, permet de dépister un anévrysme de Rasmussen, une dilatation pseudo-anévrysmale de l'artère pulmonaire au voisinage d'une cavité intrapulmonaire à risque de rupture, qui entraîne alors une hémoptysie massive souvent fatale.
La tomographie par émission de positrons (TEP scanner) n'est pas utile dans le diagnostic d'aspergillome, qui présente toujours une hyperfixation et est lui-même un diagnostic différentiel des cancers bronchiques excavés.

### Démarche diagnostique
Le diagnostic d'aspergillome se fait sur un faisceau d'éléments, : concordance entre l'aspect scanographique et le diagnostic mycologique, après avoir éliminé les autres diagnostics possibles. Si l'aspect radiologique est typique, la sérologie seule suffit à confirmer le diagnostic dans plus de 90 % des cas. En cas de sérologie négative, il faut alors affirmer la présence du champignon par d'autres moyens (culture ou PCR) : analyse des crachats, lavage broncho-alvéolaire, biopsie à l'aiguille... D'autres maladies infectieuses doivent aussi être écartées, notamment l'histoplasmose et la coccidioïdomycose, ainsi qu'une tuberculose pulmonaire évolutive. La découverte, au cours du bilan, d'une infection conjointe par une bactérie, telles que Streptococcus pneumoniae, Haemophilus influenzae, Staphylococcus aureus et Pseudomonas aeruginosa, et les germes anaérobies n'exclut pas le diagnostic d'aspergillome.
L'aspergillome étant une infection localisée, il n'y a pas de réponse globale du système immunitaire. Il n'existe donc pas de syndrome inflammatoire ni d'élévation des globules blancs.

## Traitement
Diverses sociétés savantes ont émis des recommandations sur la prise en charge,,,, sans toujours un consensus franc entre elles. La prise en charge des aspergillomes est rendue complexe par le terrain affaibli des patients, et notamment une insuffisance respiratoire préexistante séquellaire de tuberculose ou de bronchite chronique. L'approche est pluridisciplinaire et implique tant les spécialistes des maladies infectieuses que les chirurgiens thoraciques et les pneumologues.

### Traitement antifongique
L'itraconazole, de la classe des triazoles, est recommandé en première intention. En cas d'intolérance, de non-réponse au traitement ou de résistance du germe, le voriconazole (aussi de la classe des triazoles) puis le posaconazole peut être proposé en alternative. Une attention particulière doit être prêtée aux interactions médicamenteuses causées par les triazoles, qui modifient l'activité d'autres médicaments par leur rôle d'inhibiteurs enzymatiques.
L'administration de triazoles par voie orale permet de stabiliser les lésions et diminue le risque d'hémoptysie massive, avec habituellement peu d'effets indésirables,. La réponse au traitement est lente, imposant un traitement de 4 à 6 mois, voire 9 mois,. Chez les patients répondant bien au traitement après cette durée, et qui ne sont pas éligibles à une chirurgie, le traitement peut être prolongé de plusieurs mois, voire plusieurs années. Les patients uniquement stabilisés peuvent bénéficier d'un traitement au long cours, l'arrêt du traitement entraînant parfois une aggravation des symptômes,.
Le traitement intraveineux est habituellement réservé aux patients présentant des formes rapidement évolutives ou en cas d'échec des triazoles (résistance ou mauvaise tolérance). L'amphotéricine B, la micafungine et la caspofungine, qui sont des alternatives aux triazoles, ne sont en effet disponibles que par voie injectable. Il est également possible de réaliser un traitement d'induction intraveineux, puis de continuer par des triazoles oraux. Le traitement par amphotéricine B, même court, doit s'accompagner d'une surveillance étroite de la fonction rénale.
En cas d'échec du traitement initial par antifongiques, une autre maladie évolutive doit être recherchée, en premier lieu une récidive de tuberculose. Les traitements antituberculeux pouvant induire une résistance aux azolés, celle-ci doit également être éliminée.
L'encadrement du geste chirurgical par un traitement antifongique est débattu. Il ne semble pas y avoir de gain de survie ou de diminution des récidives,,. Toutefois, chez les patients immunodéprimés, le traitement antifongique postopératoire est recommandé,, ainsi que pour les patients chez qui la résection chirurgicale est incomplète. Il n'y a pas de durée de traitement recommandée : elle doit être étudiée au cas par cas. Certains préconisent six mois de traitement total minimum.

### Indications chirurgicales
La chirurgie est un des traitements curatifs de l'aspergillome,,. Elle vise à retirer l'ensemble des lésions d'aspergillome et peut donc varier, en étendue, de la simple résection de nodule (pour les aspergillomes simples) à la lobectomie ou la pneumonectomie pour les aspergillomes complexes.
Pour les aspergilloses simples, la chirurgie est recommandée en première intention, en raison du faible taux de complications et de la guérison qui s'ensuit. Lorsque la fonction pulmonaire le permet, la chirurgie est alors le traitement de référence. Toutefois, pour certains, un aspergillome simple non symptomatique doit être simplement surveillé sans faire l'objet d'un traitement, ni antifongique ni chirurgical. Pour les aspergillomes complexes, la prise en charge chirurgicale est indiquée principalement en cas d'hémoptysie,, et un traitement antifongique à vie lui est autant que possible préféré. Les gestes chirurgicaux sur les aspergillomes complexes sont en effet difficiles et risqués,,, avec un taux de récidive pouvant atteindre 25 %. La réussite du geste, définie par une absence de récidive, est en effet conditionnée par la possibilité d'une résection complète, sans ouverture de l'aspergillome qui ensemence la cavité, ainsi que par la capacité du poumon à réoccuper l'ensemble de la cavité pleurale, sans décollement résiduel,.
Les résections pulmonaires majeures, en particulier les pneumonectomies, ont un taux de complication plus élevé que pour un cancer, lorsqu'elles sont réalisées pour des causes infectieuses. Le taux de complications des résections pulmonaires pour aspergillome est plus élevé chez les patients présentant des cavernes tuberculeuses que chez patients simplement immunodéprimés. Les complications postopératoires atteignent quasi exclusivement les patients symptomatiques. Au premier rang des complications chirurgicales des aspergillomes complexes, on trouve le saignement, le bullage prolongé, la fistule bronchopleurale, et l'infection par Aspergillus de la cavité résiduelle. Le mauvais état général préopératoire des patients est un des facteurs de risque de complications. Une prise en charge globale préopératoire est donc recommandée, avec un traitement de la dénutrition, un sevrage alcoolo-tabagique et une stabilisation des autres maladies sous-jacentes, notamment le diabète. Un traitement antifongique préopératoire est également recommandé.
Lorsqu'une résection pulmonaire est considérée comme trop risquée au vu de l'état général, ou contre-indiquée par une insuffisance respiratoire, une simple mise à la peau de la cavité abcédée peut être réalisée,, suivie au besoin d'une thoracoplastie dont le rôle est d'affaisser la cavité résiduelle.

### Autres traitements
En cas d'hémoptysie massive sur un aspergillome complexe, une embolisation des artères bronchiques peut être réalisée,. Le résultat est cependant moins bon que pour les autres causes d'hémoptysie en raison de l'hypervascularisation des aspergillomes complexes. L'embolisation est donc considérée comme une mesure d'attente avant une chirurgie à réaliser hors du contexte de l'urgence vitale, ou un traitement par antifongiques adaptés en cas de contre-indication chirurgicale définitive,.
L'administration directe d'antifongiques dans la cavité de l'aspergillome (amphotéricine B le plus souvent,) est une technique aux résultats hétérogènes. En 2009, elle est principalement utilisée dans le traitement des hémoptysies massives chez les patients non opérables et, selon une étude publiée en 2013, son bénéfice à long terme est inconnu.

### Particularités en cas d'immunodépression
Chez un patient sous immunosuppresseurs, il est recommandé de diminuer, autant que possible, l'intensité de l'immunosuppression dès la suspicion du diagnostic afin de diminuer la vitesse de progression.

## Pronostic et suivi
Les facteurs pronostics principaux retrouvés historiquement comprennent la sévérité de la maladie pulmonaire sous-jacente, l'aggravation rapide radiologique ou biologique, l'immunodépression et la co-existence d'une sarcoïdose ou d'une infection à VIH.
La bonne réponse au traitement est définie par une régression des lésions observées radiologiquement. La corrélation entre la qualité de la réponse initiale et le pronostic à long terme n'a pas été étudiée. On observe la première année une amélioration clinique et radiologique chez environ 50 % des patients.
Le but du suivi est de s'assurer de l'absence de progression des lésions aspergillaires complexes. Il est recommandé de réaliser un scanner de contrôle 3 à 6 mois après le début du traitement,,. La réalisation d'un scanner low dose, moins irradiant, est recommandée. Le résultat à long terme de la chirurgie dépend principalement de l'état général des patients.
La mortalité à long terme (plus de 10 ans après le diagnostic) est comprise entre 37 et 67 % selon les séries. Les facteurs de risque de mortalité sont un âge avancé, un traitement par corticoïdes, une maigreur (IMC < 18,5) et un syndrome inflammatoire au moment du diagnostic. La destruction du tissu pulmonaire et l'insuffisance respiratoire sont également des facteurs de mauvais pronostic,.

#### Articles généraux
- (en) Jean-Paul Latgé, « Aspergillus fumigatus and Aspergillosis », Clinical Microbiology Reviews, American Society for Microbiology, vol. 12,‎ 1er avril 1999, p. 310-350 (ISSN 0893-8512, lire en ligne).
- (en) Eliseo Passera, Adriano Rizzi, Mario Robustellini, Gerolamo Rossi, Claudio Della Pona, Fabio Massera et Gaetano Rocco, « Pulmonary Aspergilloma », Thoracic Surgery Clinics, Elsevier BV, vol. 22, no 3,‎ août 2012, p. 345-361 (ISSN 1547-4127, DOI 10.1016/j.thorsurg.2012.04.001, lire en ligne).
- (en) Chris Kosmidis et David W. Denning, « The clinical spectrum of pulmonary aspergillosis », Thorax, BMJ, vol. 70, no 3,‎ 29 octobre 2014, p. 270-277 (ISSN 0040-6376, DOI 10.1136/thoraxjnl-2014-206291, lire en ligne).
- (en) Cendrine Godet, Bruno Philippe, François Laurent et Jacques Cadranel, « Chronic Pulmonary Aspergillosis: An Update on Diagnosis and Treatment », Respiration, S. Karger AG, vol. 88, no 2,‎ 2014, p. 162-174 (ISSN 1423-0356, DOI 10.1159/000362674, lire en ligne).

#### Recommandations des sociétés savantes
- (en) David W. Denning, Jacques Cadranel, Catherine Beigelman-Aubry, Florence Ader, Arunaloke Chakrabarti, Stijn Blot, Andrew J. Ullmann, George Dimopoulos et Christoph Lange, « Chronic pulmonary aspergillosis: rationale and clinical guidelines for diagnosis and management », Eur Respir J, European Respiratory Society (ERS), vol. 47, no 1,‎ 23 décembre 2015, p. 45-68 (ISSN 0903-1936, DOI 10.1183/13993003.00583-2015, lire en ligne).
- (en) D. A. Stevens, V. L. Kan, M. A. Judson, V. A. Morrison, S. Dummer, D. W. Denning, J. E. Bennett, T. J. Walsh, T. F. Patterson et G. A. Pankey, « Practice Guidelines for Diseases Caused by Aspergillus », Clinical Infectious Diseases, Oxford University Press (OUP), vol. 30, no 4,‎ 1er avril 2000, p. 696-709 (ISSN 1058-4838, DOI 10.1086/313756, lire en ligne).
- (en) Thomas J. Walsh, Elias J. Anaissie, David W. Denning, Raoul Herbrecht, Dimitrios P. Kontoyiannis, Kieren A. Marr, Vicki A. Morrison, Brahm H. Segal, William J. Steinbach, David A. Stevens, Jo Anne van Burik, John R. Wingard et Thomas F. Patterson, « Treatment of Aspergillosis: Clinical Practice Guidelines of the Infectious Diseases Society of America », Clinical Infectious Diseases, Oxford University Press (OUP), vol. 46, no 3,‎ février 2008, p. 327-360 (ISSN 1058-4838, DOI 10.1086/525258, lire en ligne).